# Castell de Benialí
El castell de Benialí, dit també castell de Benalí o castell d'Aín, se situa al terme municipal d'Aín a la Plana Baixa (País Valencià). Es tracta d'una fortificació medieval d'origen musulmà i tipus montà.

## Descripció
Es tracta d'un castell de planta irregular i dispersa, el qual compta amb diversos recintes emmurallats. A l'exterior disposava d'una torre auxiliar barbacana i al seu interior les dependències, aljubs, etc., destacant la torre de l'homenatge amb forma cilíndrica, la qual comptava amb fossat i pont llevadís.